# Pandora Hearts
Pandora Hearts (estilizado PandoraHearts) é um mangá de Jun Mochizuki. Foi originalmente publicado na revista Monthly GFantasy da Square Enix em junho de 2006.O mangá teve seus 24 volumes lançados no Japão. O mangá foi licenciado para uma versão em Inglês pela Broccoli Books, mas foi descartado; ele foi licenciado por Yen Press desde então. No Brasil o mangá foi licenciado pela editora Panini Comics, sendo publicado bimestralmente entre Abril de 2016 e Março de 2020. Também foi feita uma versão em anime, produzida pelo estúdio XEBEC.

## História
Oz Vessalius, herdeiro de uma das 4 casas nobres, acaba de completar 15 anos de idade. Sua vida é rica e despreocupada, escurecida apenas pela ausência e o desprezo constante de seu pai. Na cerimônia de maioridade (15 anos), porém, tudo muda. Por alguma razão, é lançado na prisão conhecida como "Abyss" (Abismo), de onde é salvo por uma "Chain", conhecida como Alice, o "Coelho Sangrento", "Coelho negro manchado de sangue" (Blood Stained Black Rabbit)  ou B-Rabbit. Porém, quando volta para o mundo real, Oz descobre que se passaram 10 anos desde a cerimônia. A história segue então com Oz tentando desvendar os mistérios por trás de Alice, o Abyss e a estranha organização conhecida como Pandora, além do motivo de ter sido jogado no Abyss. A série traz fortes referências às aventuras de Lewis Carroll, Alice no País das Maravilhas e Through the Looking Glass.

## Terminologia
- Chains/Correntes (チェイン, Chein)

São seres do Abyss, e têm uma semelhança horrenda com brinquedos (outra forte referência à obra de Carrol). Eles devem assinar um contrato com um humano a fim de deixar o Abyss. A Chain está ligada dentro do contratante e pode ser chamada para fora quando o contratante a invocar. Membros integrantes da Pandora, que criam contratos "legais", não envelhecem exatamente por causa das Chains. Nos contratos "ilegais", um selo em forma de relógio aparece no peito do contratante, sobre o seu coração. Conforme o tempo passa, o selo se move, como um relógio. Uma vez que o ponteiro faz uma rotação completa, o contratante e o Chain são arrastados para o nível mais profundo do Abyss vivos ou mortos. Há somente uma maneira de quebrar o contrato, por meio de morte do contratante.
- Contratante (契約者, Keiyakusha)

Um ser humano que faz um contrato com um Chain. Existem certos procedimentos para fazer um contrato, mas os contratos de improviso também podem ser feitos, apesar de serem ilegais.
- Abyss/Abismo (アヴィス, Abisu)

O mundo de onde as Chains vêm. Ele existe em uma dimensão diferente, como o mundo e, assim, o tempo não existe verdadeiramente no Abyss. Uma pessoa pode encontrar-se em qualquer período de tempo aleatório ao sair do Abyss. Segundo Break, o Abyss pode aparecer como uma prisão ou uma caixa de brinquedos quebrados, dependendo da pessoa.
- Vontade de Abyss/Vontade do Abismo (アヴィスの意志, Abisu no Ishi)

A existência que governa o Abyss. Normalmente aparece na forma um coelho de pelúcia branco e azul com olhos grandes e redondos. A forma real da Vontade do Abyss é uma jovem de longos cabelos brancos. No mangá, Break revela que o verdadeiro desejo da Vontade de Abyss era não ser mais a vontade de Abyss, e que ela queria salvar Alice. Aparentemente, ela ama muito Jack. Quando ela estava presa na torre dos Baskervilles, quando Alice aparecia de branco, rosa, e mais algumas cores claras, era a Vontade de Abyss. Já com cores escuras, era a Alice. Os fãs a nomearam de Alyss para não confundirem com a Alice.
- Quatro Grandes Casas de Duques (四大公爵家, Yondai Koushaku Ke)

Atualmente elas são as casas Vessalius, Rainsworth, Nightray e Barma. Estas quatro casas existem mesmo antes da tragédia de Sabrie. Eles fundaram a Pandora e detém as portas para o Abyss. Destas quatro casas, a Vessalius e a casa dos Nightray são vistos como opostos exatos, como luz e escuridão: a casa Vessalius faz obras públicas, enquanto a casa Nightray faz o trabalho sujo. Antes da tragédia de Sabrie ocorrer, a família Vessalius foi apenas uma terceira classe de família nobre, e, portanto, não fazia parte das quatro casas de duques. Em vez disso, a quarta casa foi a casa de Baskerville - em que Glen era o chefe. Quando Jack matou Glen no início da tragédia de Sabrie, a família Vessalius foi vista como heroína. E assim, os Vessalius substituíram os Baskervilles, como a quarta Grande Casa de Duques. Portanto, os Baskervilles detém a quinta porta para o Abyss.
- Pandora (パンドラ, Pandora)

Uma organização fundada pelas Quatro Grandes Casas de Duques. É especializada em pesquisas sobre o Abyss,e possui contratantes legais para o auxílio.
- Tragédia de Sabrie (サブリエの悲劇, Saburie no Higeki)

A cidade de Sabrie era a capital do mundo. No entanto, há 100 anos, por razões desconhecidas, um ritual misterioso enviou toda a cidade, com os seus cidadãos, para o Abyss.
- Portas

São portas para o Abyss que ficam sob o controle das Quatro Casas de Duques. Cada casa tem controle sobre uma, com Baskerville guardando a última quinta porta. É revelado no capítulo 41, que durante todo o tempo, a porta dos Baskerville estava escondida em Sabrie, que está sob o controle de Pandora.

## Personagens

### Família Vessalius
- Oz Vessalius (オズ＝ベザリウス, Ozu Bezariusu)

Voz de: Junko Minagawa
O personagem principal da história. É um garoto com 15 anos de idade, de cabelos loiros e olhos verdes, membro da prestigiada família Vessalius. Sua mãe foi morta pela família Nightray e seu pai é ausente, mas, apesar disso, ele mantém uma personalidade brilhante, otimista e energética. A história de Pandora Hearts começa quando Oz completa quinze anos. Durante a cerimônia para comemorar a chegada da idade adulta, ele é arrastado para o Abyss declarado que seu pecado era a sua "existência". Lá ele encontra uma Chain chamada Alice e faz um contrato com ela. Ao retornar ao mundo real, ele descobre que 10 anos já se passaram. A fim de descobrir o que significava o seu pecado, ele começou a trabalhar como parte de Pandora. É mostrado que, quando era jovem, trabalhou duro para ganhar elogios e reconhecimento de seu pai. No entanto, seu pai o odiava a ponto de não querer tocá-lo. Após esta experiência, Oz começou a pensar que não há nenhuma coisa garantida no mundo. Ele pensou em si como fraco e, a fim de proteger as pessoas.
Depois de entrar dimensão de Cheshire, Oz encontra Jack Vessalius e por sua vez, torna-se seu 'médium'. Jack finalmente fala, na sede da Pandora, e o público vê Oz como um 'herói'. Oz acha que ele e Jack podem trocar as consciências pois, às vezes, ele pode até mesmo ver trechos das memórias de Jack. Oz é muito hábil com a espada, especialmente em auto-defesa. No entanto, ele não tem experiência real em combate. Oz gosta de garotas bonitas e mais jovens, e flerta com elas com freqüência. Ele queria casar com Sharon quando se conheceram. No capítulo 20, Oz chamada Alice de  "minha mais preciosa Alice", mas não se sabe se estes sentimentos são sinceramente seus ou de Jack uma vez que ele reside em seu corpo. Oz pensa em Alice como uma grande amiga, e acredita que é por causa dela que ainda consegue sorrir.
Jack diz a Oz que tem o "direito" ou "gratificação" sobre o poder de Alice e que o selo de Gilbert não vai limitar os poderes de Alice por mais tempo, dando a Oz a capacidade de poder usar B-Rabbit, mesmo sem a permissão de Alice ou a ajuda de Gil. Oz prova que ele é capaz de parar o poder de B-Rabbit temporariamente por conta própria. Recentemente, ele foi capaz de convocar a foice de B-Rabbit para combater os agressores dentro da ilusão de Sablier, apesar de ele nunca ter usado uma foice antes. Mais tarde, Oz se reúne com Gilbert e imediatamente reúne-se com a pessoa por trás da natureza suicida de Oz: Zai Vessalius, seu pai. Segundo Lotti, Oz é o recipiente da existência de Jack Vessalius e se o recipiente fosse quebrado, a existência de Jack será levada à luz e corromperá ainda mais a Vontade de Abyss. No início pensava-se que Oz era o contratante ilegal de Alice. Mas, mais tarde é revelado que Oz é na verdade a Chain conhecido como Oz, o próprio B-Rabbit. Alice é apenas uma alma que se apega à existência de Oz depois que lhe roubou os poderes.
- Jack Vessalius (ジャック＝ベザリウス, Jakku Bezariusu)

Voz de: Daisuke Ono
O herói de 100 anos antes, que 'venceu' Glen Baskerville. É revelado que ele possui algum tipo de ligação com as memórias do passado de Alice, Gilbert e Vincent. Jack se parece com uma versão adulta do Oz, tem olhos verdes e cabelo loiro presos numa longa trança. Sua personalidade também é bastante similar, ele faz as coisas no seu próprio ritmo e é alegre e atrapalhado. Oz e Gilbert o conheceram quando foram levados para a dimensão de Cheshire. Ele está residindo atualmente no corpo de Oz e pode "possuir" Oz e falar através dele, e também tem controle total do poder de Alice. Jack foi o terceiro filho da família Vessalius, antes da tragédia de Sabrie. Assim, sem expectativas de sua família, ele agiu muito livremente: sempre sorrindo, brincando e flertando com meninas. Ele também confeccionava caixas de música, e criou o misterioso relógio de bolso que Oz encontra no início da história. Glen Baskerville, seu melhor amigo da época, escreveu a melodia do relógio, intitulada "Lacie". Mais tarde, Jack matou Glen porque ele supostamente iniciou a tragédia de Sabrie por não conseguir viver sem Lacie, uma mulher misteriosa que morreu por motivos ainda não revelados. Embora aclamado como um herói por este ato, Jack não queria matar seu melhor amigo. Ele também demonstra raiva quando Lotti sugere que ele matou Glen para ganhar fama e glória. Jack revela, através de seu discurso quando ele possui Oz, que Glen ainda está vivo. Apesar disso, ele diz ao Baskervilles que, se desejam repetir o passado, então ele voltará a transformar seu corpo em uma lâmina que irá destruir os Deuses da Morte.
- Oscar Vessalius (オスカー＝ベザリウス, Osukā Bezariusu)

Voz de: Hideyuki Umezu
Tio de Oz. Ele é muito carinhoso. Oscar foi quem encontrou Gilbert e levou-o para o lar Vessalius. Ambos Oz e Gilbert o tratam como uma figura paterna. Ele é amigo de Break, e gosta muito de beber e flertar com mulheres. Quando recebeu uma carta da Ada (na qual ela afirmou que tinha encontrado alguém que gostava), ele arrastou Oz, Alice e Gilbert para o colégio de Ada, o Gomes de Latowidge, e se esgueiraram para dentro disfarçados com uniformes da escola.
- Ada Vessalius (エイダ＝ベザリウス, Eida Bezariusu)

Voz de: Kaori Fukuhara
Irmãzinha de Oz e grande admiradora dele. Depois de 10 anos desde a tragédia na cerimônia de maioridade do irmão, ela freqüenta a Gomes de Latowidge, uma prestigiada escola de nobres. Ela mantém contato com Oscar por meio de cartas e provoca a turma a infiltrar-se em Latowidge ao escrever sobre seu primeiro amor. É revelado que ela deu o chapéu que Gilbert tanto estima. No início pensa-se que ela gosta de Gilbert ou talvez de Eliot, entretanto, nos capítulos recentes, ela é vista com Vincent. Ela tem um gato chamado Dinah e mais tarde dois gatos (um preto e um branco, chamado Snowdrop). Recentemente foi descoberto que ela possui uma extrema paixão por ocultismo e bruxaria.
- Zai Vessalius (ザイ＝ベザリウス, Zai Bezariusu)

Voz de: Ookawa Tooru
Pai de Oz e Ada. Só apareceu em um flashback no capítulo 39. Ele é representado com uma atitude fria em relação a seu filho que ele rejeitou explicitamente. No capítulo 40 é mostrado que ele tem uma grande cicatriz em seu rosto e foi o responsável por enviar seu filho para o Abyss com a ajuda dos Baskervilles, e sabe onde a porta deles se encontra. Ele controla a Chain Griffon, um enorme grifo negro.
- Kate (ケイト, Keito)

Voz de: Aya Hisakawa
Governanta da casa Vessalius.

### Família Nightray
- Gilbert Nightray (ギルバート＝ナイトレイ, Girubāto Naitorei)

Voz de: Azuma Sakamoto (mais jovem), Katsuyuki Konishi (Drama CD), Toriumi Kousuke (Anime - mais velho)
O melhor amigo de Oz e seu fiel servo. Para ele, Oz é a sua pessoa mais preciosa, e ele está disposto a sacrificar qualquer coisa para ele. Ele foi levado para a família Vessalius após ter sido encontrado no jardim da propriedade há 15 anos. Ele foi convidado por Oz para participar da cerimônia de maioridade, como seu amigo. Durante a cerimônia, foi controlado por uma Chain na posse dos Baskervilles e  forçado a atacar Oz. Depois de recobrar a consciência, Gilbert tenta parar um deles. Ele acaba vendo seu rosto, que é revelado mais tarde ser o pai de Oz, e o protege quando Oz tenta atacá-lo. Isso faz com que Oz, em vez de acertar um dos Baskervilles, ferisse Gilbert quase mortalmente, fazendo-o desmaiar.
Após isso ele passa a se chamar Raven (鸦, Reibun) torna-se um membro da Pandora, recuperando Oz depois que ele fugiu do Abyss. Oz mais tarde descobre a verdadeira identidade de Raven, e chama-o de Gil de novo. No entanto, todos o chamam de Raven. Ele foi adotado pela família Nightray, reencontrando seu irmão Vincent e se sente um traidor porque os Nightray eram os principais suspeitos do assassinato da mãe de Oz. Gilbert possui um selo na mão esquerda, que usa para controlar o poder de B-rabbit através de Oz. Depois de 10 anos, ele ainda odeia gatos e é um cozinheiro maravilhoso. Quando fica bêbado, ele volta ao seu "eu" Gilbert: bebê chorão e inseguro. Há 100 anos ele foi morto por Glen enquanto tentava proteger Jack, e Vincento leva para o Abyss a fim de salvá-los. Nos capítulos seguintes ele desenvolve um medo de ser deixado para trás. Gil é um dos suspeitos pelo assassinato de Alice cem anos antes. É revelado que Gil foi morto para ser o novo recipiente de Glen. A Chain, que seria usada no ritual, é ironicamente Raven, a Chain que ele possui atualmente. Vincent interferiu no ritual de abertura da porta do Abyss e, em troca, provocou a tragédia que tragou a cidade toda para o caos.
No capítulo 65,numa tentativa de proteger Vincent,Gil acaba levando um tiro fazendo com que tenha visões do passado,durante a tragédia de Sabrie.Aparentemente,Glen era seu mestre e não Jack,mostrando o mesmo como mentiroso.Na penúltima página do capítulo 68,Gil e Vincent aparecem,e Gil diz que fragmentos de luz estão entrando em seu corpo.
- Vincent Nightray (ヴィンセント＝ナイトレイ, Vinsento Naitorei)

Voz de: Jun Fukuyama (mais velho), Fuyuka Oura (mais jovem)
Vincent é o irmão mais novo de Gilbert, por um ano. Os dois viveram há 100 anos, e foram para o Abyss durante a tragédia de Sablier. Enquanto a família Vessalius encontrou Gilbert, a família Nightray acolheu Vincent. Seu olho esquerdo é dourado como os de Gilbert, mas seu olho direito é vermelho vinho e seu cabelo é longo e loiro. Ele ama seu irmão Gilbert a ponto de ter uma ligeira obsessão. Vincent tem uma personalidade estranha e bipolar, é muitas vezes visto sorrindo e sendo gentil, porém também tem um lado escuro e instável. Ele tem o hábito de cortar até bichos de pelúcia com uma tesoura. Break entra em muitas vezes em desacordo com ele. Foi ele quem ligou Zwei fora de Echo, dizendo que ela não era mais necessária.
Em um capítulo é mostrado sobre o seu tempo há 100 anos. Devido à crença de que os olhos vermelhos trariam catástrofes, Gilbert e Vincent viviam na rua onde as pessoas os atacavam sempre que olho de Vincent era revelado. Isto continuou até que Jack Vessalius os encontrou e levou-os para sua casa. Os irmãos então se tornaram seus servos. Ele gostava de Jack, que não se preocupava com seu olho e até mesmo cortou o cabelo de Vincent, dizendo que "amava seus olhos". Vincent também o chamou de mestre como seu irmão. Foi também demonstrado que Jack tentou apresentar os dois a Alice, uma vez que tinham idades próximas a ela. Infelizmente, Alice logo fez piada com o olho vermelho de Vincent que fez com que Gilbert puxasse o cabelo dela. Este incidente alimentou o ódio de Vincent com Alice desde então começou o seu hábito de rasgar bonecos (muitas vezes coelhos) para extravasar a frustração e o ódio. Quando Vincent descobriu sobre a morte de Gil e de como ele estava próximo de se tornar o novo corpo de Glen por meio de um ritual, ele foi visitado por uma misteriosa mulher (mais tarde revelada como Miranda Barma) que lhe disse como evitar a abertura da porta do Abyss. Embora tivesse conseguido salvar Gil, Vicent causou a tragédia que engoliu a cidade toda, tornando-se a criança "da catástrofe".
- Echo (エコー, Ekō)

Voz de: Ryō Hirohashi
Servo pessoal de Vincent. Ela é um pouco sem emoção, como um fantoche, e trata as palavras de Vincent como lei. Oz a chama carinhosamente de "Echo-chan". Echo luta com lâminas que saem das mangas compridas de suas roupas. Pode parecer que ela é um tesouro para Vincent, mas ele na verdade não se importa muito com ela. No capítulo 23, ele a envenena para provar a eficácia do antídoto para o veneno que ele deu para Sharon. É mostrado que Echo tem sua própria mente quando ela salva o frasco de antídoto que Vincent joga da varanda. No capítulo 33, ela admite que ela acha Vincent irritante. Ela parece ter desenvolvido algum sentimento para com Oz, quando os dois vãos para o festival juntos e Oz e mostra como é se divertir, e no final dá um enfeite de cabelo para Echo. Nos capítulos recentes é revelado que ela tem outra personalidade, chamada Noise, que na verdade é Zwei. Noise ama Vincent profundamente e, segundo ela, é a personalidade original dentro do corpo de Echo. Zwei possui uma Chain chamada Duldum que pode controlar outras pessoas ou imobilizá-las usando cordas invisíveis.
Com Zwei na posse do corpo, ela se junta ao grupo dos Baskerville e vai para Sablier junto com Lotti, onde ela conhece Elliot e Reo. Ela imobiliza Reo usando Duldum, mas só é capaz de controlar o seu corpo, não sua mente. É mostrado que Break a envenenou.
- Eliot Nightray (エリオット＝ナイトレイ, Eriotto Naitorei)

Voz de: Hirofumi Nojima
Um estudante de Latowidge que, juntamente com Leo, chama a atenção de Oz pois ambos sabem tocar "Lacie", a música do relógio de bolso que Oz encontrou e que tem uma ligação direta com Jack e Glen. Ele encontra primeiramente Oz na biblioteca de Latowidge onde eles começam a brigar por um personagem da série do romance "Holy Knight": Eliot estraga o final do personagem favorito de Oz, Edgar. Ele também não gosta de Ada e despreza a forma como os Vessalius parecem poder fazer o que bem entender só porque eles foram heróis há 100 anos. Ada, no entanto, acha que ele é uma pessoa agradável e segura de si mesma. Ele é o legítimo herdeiro da família Nightray e, conseqüentemente, o irmão de Vincent e Gilbert. Ele é hábil com a espada e possui uma lâmina com o brasão da família e um violino. Eliot tem um forte senso de certo e errado, e tende a dizer coisas sem levar em conta a situação das pessoas. É através dessa simplicidade, porém, que Oz vence as sombras de seu passado. Ele revela que a música que ele e Reo estavam tocando foi composta por ele e é chamada de "Lacie", implicando uma forte ligação entre ele e Glen. Também é mostrado que ele sofre de pesadelos, e mais tarde, no capítulo 39, é implícito que Eliot possui algumas das memórias de Glen. Eliot encontra Oz em Sablier no capítulo 34, e os leva para o orfanato Nightray em Sablier.No capítulo 59,ele rejeita Humpty Dumpty,e acaba por morrer.
- Leo (リーオ, Rīo)

Voz de: Akeno Watanabe
Um menino com o cabelo desarrumado e óculos grandes e redondos. Ele é um estudante na Latowidge e servo de Eliot. Ele tem uma atitude calma e serena e praticamente não é abalado por qualquer coisa. Reo é muito atento e descobriu a identidade de Oz quando este invade a escola. Apesar de ser servo de Eliot, ele nem sempre está ao seu lado ao não concordar com tudo o que seu mestre diz. Leo carrega uma pistola e é aparentemente desastrado com espadas, de acordo com Eliot.No capítulo 61,Vincent revela que o Duque Nightray sabia que ele foi o único que herdou a alma de Glen.

### Família Rainsworth
- Sharon Rainsworth (シャロン＝レインズワース, Shalon Reinzuwāsu)

Voz de: Yui Horie (Drama CD), Kana Hanazawa (Anime)
A senhorita da casa Rainsworth. Sharon é um membro de Pandora e se parece com uma menina de treze anos de idade, embora tenha tecnicamente 23 anos. Sua aparência não muda pois ela possui um contrato legal com uma Chain, o unicórnio negro Eques. Sharon e Break têm um relacionamento muito próximo. Ela encontrou Break quando este saiu do Abyss, ferido fatalmente. Quando era jovem, ela costumava chamá-lo de Xerxes-nii, pois ele era como um irmão mais velho para ela. Ela desejava ser de utilidade para ele. Ela também parece muito com sua mãe, Shelly Rainsworth. Quando Oz, Gilbert, Alice e Break voltaram da dimensão de Cheshire, Sharon foi seqüestrada por Echo sob as ordens de Vincent Nightray, que envenenou Sharon, a fim de chantagear Break para destruir as lembranças da tragédia de Sablier que Break tinha obtido a partir do Gato de Cheshire. Apesar de Sharon ter protestando para Break para não destruir as memórias, que tinham a forma do sino que Cheshire usava em seu do pescoço, Break o fez em troca do antídoto contra o veneno, usando sua Chain Mad Hatter.
Após presenciar a morte de várias pessoas por culpa do misterioso "Headhunter" (Caçador de Cabeças), Sharon se dá conta que é muito fraca comparada aos outros, e que era muito prepotente ao achar que o poder de Eques era superior a tudo.

### Família Barma
- Rufus Barma (ルーファス＝バルマ, Ruufasu Baruma)

O último dos quatro duques. Rufus é conhecido como o duque da longa vida e é uma pessoa muito experiente. Ele contém informações sobre quase todos os assuntos e até mesmo conhece a personalidade das pessoas e, portanto, é capaz de prever suas reações. Oz abordou Rufus para buscar informações sobre a tragédia de Sablier. Rufus primeiro aparece como um homem com um bigode grande e redondo, vestindo um grande chapéu em forma de xícara. Mais tarde, após ser destruído por Break, é revelado que o Rufus verdadeiro criou essa ilusão. O Rufus real tem longos cabelos ruivos e olhos cansados. Ele revelou o passado de Break para Oz e seus amigos. Cheryl Rainsworth, a avó de Sharon, é uma amiga de infância de Rufus e este parece ter medo dela. Ele descobre o livro de Arthur Barma e pretende desvendá-lo para descobrir como Jack havia dividido seu corpo.
- Miranda Barma (ミランダ＝バルマ, Miranda Baruma)

No capítulo 39, é revelado que a mulher disfarçada que diz a Vincent como salvar Gilbert de Glen Baskerville abrindo as portas do Abyss era Miranda Barma, e também é descoberto que ela planejou a Tragédia.
- Arthur Barma (アーサー＝バルマ, Āsā Baruma)

No capítulo 41, é revelado que Arthur Barma foi a única testemunha da tragédia de Sablier. Mais tarde, ele escreveu um diário que foi descoberto por Rufus Barma. Foi revelado que ele ajudou na divisão do corpo de Jack em cinco fragmentos e na criação da maldição para evitar o despertar da consciência de Glen.

### Família Baskerville
- Glen Baskerville (グレン＝バスカヴィル, Guren Basukaviru)

Voz de: Kishō Taniyama
Glen era o chefe da família Baskerville há 100 anos. Segundo Lotti, Glen deu a impressão de que ele gostava de ficar sozinho. Contrariamente à sua opinião, ele era o melhor amigo de Jack Vessalius e até disse a ele sobre uma passagem secreta para que ele pudesse entrar na a casa Baskerville. Jack e Glen fizeram um relógio de bolso musical juntos. Glen escreveu a melodia para ela enquanto Jack fez o relógio. A peça que ele escreveu é chamada de "Lacie". Um dia, de repente, ele ordenou a seus subordinados a matar todos no castelo de Sablier, o incidente mais tarde conhecido como a "Tragédia do Sablier". Ele foi morto por Jack, mas, segundo Jack, Glen ainda está vivo. Ele controlava uma Chain chamada Jabberwock que se parece com o Jabberwocky de Through the Looking Glass e outras quatro sendo Dodo (Dodó), Owl (Coruja), Griffon (Grifo), e Raven (Corvo).
Foi revelado em uma das memórias de Alice que Glen fez o relógio de bolso nas memórias de Lacie, uma pessoa preciosa para Glen e que costumava cantar a melodia do relógio. (Lacie é, possivelmente, um anagrama de "Alice", e existem teorias de que ela era mãe de Alice).
No capítulo 37 Oz finalmente teve um encontro cara a cara com Glen no mundo da memória de Sablier. Tendo perdido Lacie, Glen parece acreditar que o mundo é inútil e um grande desespero surge dentro dele. No capítulo 39 também é dito que Glen talvez nunca fosse um ser humano, mas um "espírito" que é a cabeça dos Baskerville e deve continuar por toda a eternidade, assim, a necessidade de ter novos corpos através dos cinco Chains, com penas pretas. O próximo corpo de Glen era supostamente Gilbert, que iria receber a primeira Chain, Raven, como início do ritual de troca de corpos, porém isso foi impedido por Vincent ao abrir os portões para o Abyss. No capítulo 66, Rufus diz a Break que as pedras seladas foram feitas com as partes dos corpo de Glen e não de Jack,dizendo também que decifrou as notas de Arthur Barma.
- Charlotte/Lotti (ロッティ, Rottī)

Voz de: Megumi Toyoguchi
Uma menina de cabelo rosados que seqüestra Oz em Latowidgee que era participante na tragédia de Sablier. Matou obedecendo a muitas ordens. Ela serviu a casa Baskerville e tinha sentimentos por Glen há 100 anos. Seu nome verdadeiro é Charlotte, mas Jack deu a ela o apelido Lotti depois de se conheceram. Lotti não consegue perdoar Jack pela morte de seu melhor amigo e supostamente objeto de seu afeto e, portanto, seu alvo é Oz. Seu principal objetivo era encontrar seu mestre Glen, e descobrir o que realmente aconteceu na noite da tragédia de Sablier. Embora fosse um dos participantes, ela agiu mediante ordens, e não sabia nada dos bastidores. Daí porque se aproxima de Jack para procurar as respostas. Ela controla uma Chain chamada "Leon", um grande leão. Charlotte aparenta ser uma moça cruel e maníaca, obcecada pela sua paixão doentia por Glen. Ela usa roupas curtas e é bastante insinuante.
- Fang (ファング, Fangu)

Voz de: Takayuki Kondo
Fang tem o cabelo espetado e uma tatuagem no lado esquerdo de seu rosto. Ele também foi um participante na tragédia de Sablier. Fang fala educadamente e é o mais racional do trio formado com Lotti e Doug. Ele empunha uma grande lâmina.
- Doug (ダグ, Dagu)

Outro membro do trio. Não foi revelado muito sobre ele.
- Lilly (リリィ, Ririi)

Ela é a mais nova Baskerville e foi liberada a partir da porta do Abyss dos próprios Baskerville. É pequena e chora muito.

### Outros
- Alice (アリス, Arisu)

Voz de: Yukari Tamura (Drama CD), Ayako Kawasumi] (Anime)
A heroína da história. Alice aparece primeiro como uma Chain que convence Oz a assinar um contrato com ela no Abyss. Na verdade, ela é na verdade o famoso B-Rabbit (Bloodstained Black Rabbit), a mais forte Chain no Abyss. Seu objetivo é encontrar suas lembranças perdidas, que desempenham um papel importante na história. Em forma humana, Alice tem o cabelo castanho escuro longo com 2 tranças laterais. Ela tem um enorme apetite e gosta especialmente da carne. Ela é cabeça quente, fala alto e diz o que pensa sem levar em conta as conseqüências. Apesar disso, ela tem um lado mais suave, especialmente quando Oz está envolvido. Ela odeia quando Oz a deixa sozinha, mas para esconder seus sentimentos, ela costuma dizer, "Eu tenho um contrato com você. Você é meu servo, e como um servo, o que você estava pensando, me deixando para trás!?". Parece também que ela está desenvolvendo sentimentos por Oz, sendo que ela considera a saúde do jovem ao usar seus poderes. Além disso, no episódio 20, ela diz a Sharon que se sentiu excluída e ignorada quando Oz foi falar com Break sozinho e quando ele estava feliz em ver sua irmã.
Foi descoberto que Alice era uma jovem humana e viveu na mesma época que Glen, Jack, Gilbert e Vincent. Era mantida em uma torre, reclusa do mundo, por Glen, mas Jack a visitava constantemente. Porém, Alice possuía um tipo de dupla personalidade, que Jack ressalta em seu diário. Uma de suas personalidades era gentil e amável, e a outra era cruel e fria. Certo dia Jack levou Gilbert e Vincent para conhecê-la, porém, quando os deixou a sós, Alice foi cruel com Vincent por causa de seu olho vermelho, dizendo que ele traria desgraça para o mundo. Gilbert ficou nervoso com isso e atacou Alice, puxando o cabelo dela e gritando. Jack reapareceu e Alice começou a chorar, dizendo que o garoto foi malvado com ela, e o homem fica furioso com Gil. Após isso, Vincent começou a cortar bichos de pelúcia com uma tesoura, e acaba até arrancando os olhos do gatinho de estimação de Alice, Cheshire.
Durante a tragédia de Sablier, Alice foi morta supostamente com uma tesoura. Não se sabe quem foi o culpado, mas há fortes indícios de que foram Gilbert ou Vincent. No capítulo 69, Revis (Glen anterior a Oswald) diz a Jack que Alice é a filha de Lacie. Ela retornou alguns dias após Lacie ter adentrado o Abyss. Mais tarde, é revelado que Alice se matou com uma tesoura para proteger Oz.
Por nascimento, ela é um membro dos Baskerville juntamente com a sua irmã gémea,  A Vontade do Abismo.
- Xerxes Break (ザークシーズ・ブレイク Zākushīzu Bureiku)

Voz de: Toshihiko Seki (Drama CD), Akira Ishida (Anime)
Vulgarmente conhecido como Break, ele é um membro de Pandora e um funcionário da casa Rainsworth. Sua aparência não muda em dez anos desde quando Oz entra e sai do Abyss. Ele tem um contrato legal com a Chain Mad Hatter. Break é muitas vezes visto com um boneco no seu ombro, que ele chama de Emily. Ele adora doces e bolos. Do lado de fora, Break parece um personagem despreocupado, nunca é sério e sempre está sorrindo. Quando há necessidade, no entanto, Break mostra seu lado perigoso e mal. Reim revela a Oz que Break nem sempre fora assim. Antes, depois de ser encontrado por Sharon, ele era uma pessoa amarga e zangada, e nunca sorria. No entanto, através da bondade de Shelly, mãe de Sharon, ele começou a se abrir. Desde então ele jurou lealdade absoluta a Shelly.
Break não tem olho esquerdo. Ele revela que a Vontade de Abyss tomou dele quando caiu no Abyss, e Cheshire o possui. O verdadeiro motivo de Break se unir à Pandora é para descobrir a verdade por trás do que aconteceu há 100 anos. Ele odeia muito Vincent.
Foi revelado por Rufus Barma no capítulo 29, que seu verdadeiro nome é Kevin Regnard. Break era originalmente um cavaleiro que serviu sob a família nobre Sinclair, até que foram misteriosamente massacrados por razões políticas. Seu senhor foi morto durante o incidente, enquanto Kevin e a filha do senhor estavam fora. Kevin se culpou por seu descuido, e tornou-se um contratante ilegal para tentar mudar o passado. Quando seu relógio fez uma volta completa, ele foi puxado para o Abyss, onde conheceu a Vontade de Abyss e o jovem Vincent. A Vontade de Abyss, após um acordo, mudou o passado de Kevin. Ele voltou para o mundo real e se encontrou na casa Rainsworth, mais de 30 anos depois.
O passado que mudou não foi realmente o que Break queria. A família Sinclair ainda fora assassinada. De acordo com Sheryl, a filha mais velha da casa foi assassinada, o que levou a filha mais jovem a tornar-se uma contratante ilegal e foi enviada para o Abyss após sua Chain ter assassinado a família inteira. O massacre político não aconteceu e o senhor de Kevin viveu por mais 4 anos, mas em vez disso, a menina que originalmente sobreviveu ao incidente morreu. Break se culpa por isso. Por um momento, ele também culpou a Vontade de Abyss, mas ele percebeu que foi ele próprio que pediu para o passado ser alterado, e na realidade, ele realmente só queria apagar a sua própria culpa.
Break fez um contrato legal com outra Chain, chamada Mad Hatter, que tem o poder de destruir tudo o que tem relação com o Abyss. Ele mesmo é chamado de Mad Hatter, conhecido no livro de Lewis Carrol como o Chapeleiro Maluco.
Recemente, após uma batalha em Sablier, Break perdeu a visão. Aparentemente, apenas Reim, Oz e Cheryl (a matriarca dos Rainsworth) perceberam esse acontecimento, mas Break jurou que não ia deixar ninguém saber a verdade, especialmente Sharon, pois acredita que ela não precisa sofrer mais.
- Liam (レイム, Reimu)

Voz de: Suwabe Jun'ichi
Um membro de Pandora. Ela usa óculos e é uma pessoa séria. Ela é sempre objeto de diversão para Break, Oscar ou Vincent, para sua grande frustração. Ela descobre acidentalmente o retorno de Oz do Abyss. Liam é uma pessoa muito honesta, e é vista como confiável pela maioria dos membros da Pandora, e também por Break e Oz. Ele foi encarregado de cuidar de Oz por Jack. Rufus Barma é o seu mestre.
- Lacie (レイシー, Reishī)

Lacie era a irmã de Oswald, o novo Glen. Ela tinha nascido com os olhos vermelhos, acreditavam que toda criança que nascesse com olhos vermelhos traria a desgraça ao mundo, e seria condenada ao Abyss assim que seu irmão se tornasse Glen. Lacie quando mais nova fugiu de casa por causa de uma briga com Oswald e acabara conhecendo Jack, que também fugiu de casa e virou morador de rua, por sua mãe ter ficado louca e seu pai o abandonado. Lacie acaba forçando uma amizade com Jack e ele acaba se apaixonando pela garota que o alimentou e cuidou naquele momento, até um grupo de golpista atacarem os dois, querendo vende-la para um circo de aberrações. Jack acaba ferido e Lacie se irrita, invocando sua Chain, que é uma Chain com pontas de laminas, cortando partes do corpo dos golpistas fazendo uma chuva de sangue. Os servos da família a encontram e pedem desculpas em nome de Oswald a convencendo a voltar para casa, a garota aceita entregando um brinco a Jack prometendo que eles iriam se encontrar em breve.
- Phillipe (フィリップ, Firippu)

Voz de: Kumiko Higa
Phillipe é de uma família rica e sua mãe havia morrido, mas ele ama muito o seu pai. Oz salva Phillipe de alguns provocadores. Oz viu um reflexo de si mesmo em Phillipe e estava feliz que seu pai não era como o próprio pai de Oz. Phillipe foi então atacado por Echo, que estava em busca de um contratante ilegal. Oz pensa que Phillipe era o contratante, mas era na verdade o pai do garoto. Ele fez um contrato ilegal para tentar trazer sua esposa de volta à vida, mas perdeu o controle e acabou sendo morto por Vincent.
Após a morte de seu pai, Phillipe foi levado para o orfanato Nightray em Sablier. Lá, Oz encontra-o novamente. Oz tenta se desculpar por não ser capaz de trazer seu pai de volta, mas surpreendentemente, Phillipe nega e diz que recebeu uma carta de seu pai. As pessoas do orfanato afirmam que ele não consegue superar a perda do pai, e por isso acaba "alucinando" dizendo que seu pai escrevia para ele. Porém, em uma das páginas do mangá, é vista uma carta em cima da mesa de Phillip, assinada pelo seu pai.

### Chain/Correntes
- B-Rabbit (血染めの黒ウサギ (ビーラビット), Chizome no kuro usagi (Bī-Rabitto), lit. Coelho Manchado de Sangue (B-Rabbit))

Também conhecido como Alice e é contratada por Oz. 'B' se refere a Black e Bloodstained. B-Rabbit é a Chain mais poderosa do Abyss e se assemelha a um coelho antropomórfico com pêlos preto, olhos vermelho e empunha uma foice gigante quando é libertado. Quando ela não está na batalha, assume a forma humana "Alice". Mais tarde é revelado que a sua forma original é dois coelhos de peluche que desenvolveu consciencia graças ao Nucleo do Abyss. É revelado também que na verdade Oz é o verdadeiro B-Rabbit, Alice é apenas uma alma que rouba os poderes dele.
- Raven (鴉 (レイブン), Reibun, lit. Corvo)

Chain de Gilbert. Anteriormente Chain de Glen. Selado pela família Nightray e, eventualmente, domado por Gilbert. Pode usar o teletransporte mas exige um grande esforço do usuário.
- Eques (一角獣 (エクエス), Ekuesu, lit. Unicórnio)

Chain de Sharon. Eques possui a forma de um unicórnio negro e é frequentemente utilizado por Sharon para a coleta de dados. Ele tem o poder de deformar lugares e dimensões, e pode transportar pessoas por estes. Sharon menciona que embora Eques é usado para coleta de informações, não significa que não sabe lutar.
- Mad Hatter (イカレ帽子屋 (マッド ハッター), Maddo Hattā, lit. Chapeleiro Maluco)

Chain de Break. Assemelha-se a um personagem de Alice no País das Maravilhas até pelo mesmo nome, mas emite uma sensação mais sinistra. Mad Hatter se assemelha a um chapéu gigante enfeitado com decorações florais, e no centro há um grande relógio de bolso com um olho em seu interior. Ele tem o poder de rejeitar e destruir o todo e qualquer poder do Abyss e existe com a finalidade de matar outras Chains. Aparentemente essa Chain debilita fisicamente o contratante, já que muitas vezes quando é usada, Break cospe sangue e fica muito fraco.
- Yamane (眠り鼠 (ヤマネ), Yamane, lit. Rato Adormecido)

Chain de Vincent. Assemelha-se ao Leirão de Alice no País das Maravilhas, mas muito maior. Yamane tem seus olhos fechados costurados, e uma chave para dar corda em suas costas. É sempre visto dormindo e também faz o seu contratante, Vincent, ser sonolento.
- Cheshire (チェシャ猫 (チェシャ), Chesha Neko, lit. Gato Cheshire)

Voz de: Kappei Yamaguchi
Uma Chain que vive em uma dimensão criada a partir das memórias de Alice. Ele se assemelha a uma forma humana do Gato de Cheshire de Alice no País das Maravilhas. Cheshire era realmente o gato de Alice de há 100 anos. O sino no pescoço dele guarda as memórias desse tempo, que é mais tarde tomado por Break. O gato de Cheshire é uma Chain única por não necessitar de contratante e não existir no Abyss. Inicialmente acreditava ser um servo fervoroso da Vontade de Abyss, porém mais tarde descobre-se que ele está tentando proteger as memórias de Alice que ela abandonou, a fim de impedi-la de sofrer quando ela se lembrasse delas. O olho de Cheshire é na verdade o olho de Break, que foi roubado pela Vontade de Abyss quando ele chegou ao Abyss. Cheshire perdeu os dois olhos há 100 anos, quando Vincent os arrancou com uma tesoura, tentando ferir Alice psicologicamente. Cheshire também pode ser uma referência a Through the Looking Glass, como o gato de Alice 'Kitty'. Kitty também é preto e tem uma fita amarrada no pescoço, assim como Cheshire em sua forma original.
- Jabberwock (ジャバウォック, Jabawokku, Jaguadarte)

Chain de Glen Baskerville, uma criatura em forma de um pássaro preto com grandes olhos insanos, ele é imprudente e agressivo, mas responde fielmente aos comandos de Glen.
- Chains pássaros de Glen

Glen controla-va quatro Chains, Dodo (Dodô), Owl (Coruja), Griffon (Grifo), e Raven (Corvo). É assumido que as Chains de Glen foram divididas entre os quatro Duques para serem vigiadas. Os Nightrays possuíam Raven (que mais tarde foi dominada por Gilbert), e os Vessalius, o Griffon.
- Leon (リオン, rion, leão)

Chain de Lotti, tem a forma de um leão com uma coroa.

## Trilha sonora
- Tema de Abertura : 「Parallel Hearts」(Corações Paralelos) por FictionJunction
- Temas de Encerramento :
  - 「Maze」(Labirinto - Episódios de 1 à 13) por Savage Genius Feat. Oumi Tomoe
  - 「Watashi Wo Mitsukete」 (Descubra Que Eu… - Episódios de 14 à 25) por Savage Genius